# Nagyváradi római katolikus püspökök listája
A nagyváradi római katolikus egyházmegyét Szent István hozta létre az 1020 körül. Az egyházmegye élén álló püspököket, a hivatali idő sorrendjében az alábbi lista tartalmazza:

## A püspökök listája
| Név                                                                          | Tisztségviselés ideje                                    | Megjegyzés |  |
| ---------------------------------------------------------------------------- | -------------------------------------------------------- | --- |  |
| Sixtus                                                                       | 1103–1112                                                | |  |
| Walther                                                                      | 1124–1138                                                | |  |
| Mihály                                                                       | 1156                                                     | |  |
| Miklós I.                                                                    | 1163–1180                                                | |  |
| János I.                                                                     | 1180                                                     | |  |
| Vata                                                                         | 1186–1189                                                | |  |
| Elvinus                                                                      | 1189–1200 vagy 1202                                      | |  |
| Simon                                                                        | 1202–1218                                                | |  |
| Sándor váradi püspök                                                         | 1219–1230                                                | Az Aranybulla egyik aláírója |  |
| Benedek I. (Osl nembeli)                                                     | 1231–1243                                                | |  |
|                                                                              | 1231                                                     | Választott, el nem ismert püspök Primogenitus |  |
| Vince                                                                        | 1244–1258                                                | |  |
| Zosimas                                                                      | 1259–1265                                                | |  |
| Monoszló nembeli Lodomér                                                     | 1268–1279                                                | |  |
| Somosi Tamás                                                                 | 1281–1282                                                | |  |
| Bertalan                                                                     | 1284–1285                                                | |  |
| Benedek II.                                                                  | 1290–1296                                                | |  |
| I. Imre                                                                      | 1297–1317                                                | |  |
| János II. (vagy Ivánka)                                                      | 1318. január 13. – 1329                                  | |  |
| Báthori András                                                               | 1329. május 13. – 1345. június 3.                        | |  |
| Futaki Demeter                                                               | 1345. július 15. – 1372. december 7.                     | Hibásan Meszesi Demeterként tünteti fel több forrás, egy másik egyházi személyiséggel tévesztve össze |  |
| Bebek Domokos                                                                | 1373. február 23. – 1374. október 31.                    | |  |
| Benedek III.                                                                 | 1374. december 30. előtt – 1375 körül                    | |  |
| Ónodi Czudar Imre                                                            | 1374. december 12. – 1377. október 2.                    | |  |
| Déméndi László                                                               | 1378. január 4. – 1382. március 23. előtt                | |  |
| Czudar János                                                                 | 1383. február 17. előtt – 1395. november 26/28.          | |  |
| Pál I.                                                                       | 1396. január 24. – 1397. március 4. előtt                | |  |
| Órévi Lukács                                                                 | 1397. március 4. – 1406. február 26. és május 28. között | |  |
| Albeni Eberhard                                                              | 1407 – 1409. február 26.                                 | 1406. október 12-től kormányzóként vezette az egyházmegyét |  |
| András II. (a firenzei Scolari nemből)                                       | 1410. augusztus 11. – 1426. január 24.                   | |  |
| Pratói János                                                                 | 1426. április 22. – szeptember 13.                       | |  |
| Kusalyi Jakch Dénes                                                          | 1427. május 20. előtt – 1435.                            | |  |
| Curzolai János                                                               | 1435. július 27. előtt – 1440.                           | |  |
| János de Dominis                                                             | 1440. december 2. – 1444. november 10.                   | |  |
| Zrednai Vitéz János                                                          | 1445. június 4. – 1465                                   | |  |
| Beckensloer János                                                            | 1465. május 17. – 1468                                   | |  |
| Slanzi Stolz Miklós                                                          | 1470. augusztus 8. – 1477                                | nem járt Nagyváradon, az egyházmegyét helynök útján vezette |  |
| Filipec János                                                                | 1476. szeptember 5. – 1490. augusztus 18.                | |  |
| Farkas Vlk Bálint                                                            | 1490. december – 1495. április 28.                       | |  |
| Kálmáncsehi Domokos                                                          | 1495. október 16. – 1501. június 16.                     | |  |
| Szatmári György                                                              | 1501 – 1505. október 20.                                 | |  |
| Bethlenfalvi Thurzó Zsigmond                                                 | 1506. február 5. – 1512. szeptember 12.                  | |  |
| Perényi Ferenc                                                               | 1514. november 19. – 1526. augusztus 29.                 | |  |
| Czibak Imre                                                                  | 1526. november 10. – 1534. augusztus 11.                 | hivatalosan nem tekintik püspöknek, mert I. János nevezte ki |  |
| Macedóniai László                                                            | 1527. november 11. – 1536. tavasz                        | |  |
| Fráter György                                                                | 1534. november 1. – 1551. december 17.                   | |  |
| Zabardy Mátyás                                                               | 1553. május 10. – 1556. augusztus 12.                    | |  |
| Forgách Ferenc                                                               | 1556. augusztus 7. – 1556                                | |  |
| Radéczy István                                                               | 1567. január 29. – 1572. július 29.                      | |  |
| Bornemissza Gergely                                                          | 1572. október 27. – 1585. szeptember 9.(?)               | |  |
| Hetesi Pethe Márton                                                          | 1587. augusztus 13. – 1598. április 16.                  | |  |
| Mikács Miklós                                                                | 1598 – 1613                                              | |  |
| Telegdi János                                                                | 1613 – 1619. július 12.                                  | |  |
| Pyber János                                                                  | 1619 – 1625. október 21.                                 | |  |
| Lósy Imre                                                                    | 1625. október 24. – 1633. október 24.                    | |  |
| Hosszútóthy László                                                           | 1633. október 24. – 1646. április 23.                    | |  |
| Kisdy Benedek                                                                | 1646. április 12. – 1648. április 8.                     | |  |
| Zongor Zsigmond                                                              | 1648. április 20. – 1655. február 3.                     | |  |
| Pálfalvay János                                                              | 1656. február 3. – 1666. április 23.                     | |  |
| Bársony György                                                               | 1663. július 19. – 1675. december 13.                    | |  |
| Luzinszky Joákim                                                             | 1676. március 29. – 1681. február 6.                     | |  |
| Benkovich Ágoston                                                            | 1681. december 28. – 1702. október 28.                   | |  |
| Csáky Imre                                                                   | 1702. december 10. – 1732. augusztus 28.                 | |  |
| Luzinszky László                                                             | 1733. február 6. – 1734. január 18.                      | |  |
| Okolicsányi János                                                            | 1734. október 13. – 1736. november 11.                   | |  |
| Csáky Miklós                                                                 | 1737. március 7. – 1747. május 31.                       | |  |
| Forgách Pál                                                                  | 1747. május 31. – 1757. április 26.                      | |  |
| Patachich Ádám                                                               | 1759. augusztus 29. – 1776. április 8.                   | |  |
| Széküresedés                                                                 | 1776–1780                                                | |  |
| Kollonich László                                                             | 1780. június 25. – 1787. augusztus 21.                   | |  |
| Kalatay Ferenc                                                               | 1787. augusztus 21. – 1795. június 29.                   | |  |
| Széküresedés                                                                 | 1795–1800                                                | |  |
| Kondé Miklós                                                                 | 1800. augusztus 16. – 1802. december 18.                 | |  |
| Miklóssy Ferenc                                                              | 1803. január 28. – 1811. június 22.                      | |  |
| Széküresedés                                                                 | 1811–1821                                                | |  |
| Vurum József                                                                 | 1821. december 21. – 1827. május 25.                     | |  |
| Lajcsák Ferenc                                                               | 1827. szeptember 17. – 1842. november 16.                | |  |
| Bémer László                                                                 | 1843. február 10. – 1850. március 4.                     | |  |
| Szaniszló Ferenc                                                             | 1850. szeptember 5. – 1868. december 21.                 | |  |
| Lipovniczky István                                                           | 1868. november 26. – 1885. augusztus 12.                 | |  |
| Ipolyi Arnold                                                                | 1886. február 18. – december 2.                          | |  |
| Schlauch Lőrinc                                                              | 1887. április 8. – 1902. július 10.                      | |  |
| Szmrecsányi Pál                                                              | 1903. május 10. – 1908. augusztus 11.                    | |  |
| Széchényi Miklós                                                             | 1911. március 18. – 1923. december 1.                    | |  |
| Bjelik Imre apostoli kormányzó                                               | 1923–1927                                                | |  |
| Mayer Antal apostoli kormányzó                                               | 1927–1930                                                | |  |
| Szabó István apostoli kormányzó                                              | 1930                                                     | a nagyváradi és szatmári egyházmegyék egyesítése után, amíg az egyesített egyházmegye saját püspököt nem kap (1930–1941 egyesítve a szatmári egyházmegyével) |  |
| Fiedler István szatmár-nagyváradi püspök                                     | 1930–1939                                                | (1930–1941 egyesítve a szatmári egyházmegyével) |  |
| Márton Áron a Szatmár-Nagyváradi egyesített egyházmegye apostoli kormányzója | 1939–1942                                                | gyulafehérvári püspök, neki rendeli alá a Szentszék az egyesített egyházmegye kormányzását, Fiedler István püspök lemondása után (1930–1941 egyesítve a szatmári egyházmegyével) |  |
| Napholcz Pál a Szatmár-Nagyváradi egyesített egyházmegye kinevezett püspöke  | 1940                                                     | 1940-ben nevezik ki az egyesített egyházmegye élére, felszentelését szeptember 1-jére tűzték ki, de az augusztus 30-i bécsi döntés által előállt új helyzetre való tekintettel visszalép, és visszaadja a szentszéknek a választás jogát az újra különváló egyházmegyék élére (1930–1941 egyesítve a szatmári egyházmegyével) |  |
| Dr. Scheffler János apostoli kormányzó                                       | 1942–1952                                                | a szétválasztott szatmári egyházmegye megyéspüspöke (1948–1982 egyesítve a szatmári egyházmegyével) |  |
| Dr. Czumbel Lajos ordinárius                                                 | 1960–1966                                                | 1948–1982 egyesítve a szatmári egyházmegyével |  |
| Dr. Hosszú László ordinárius                                                 | 1966–1983                                                | 1948–1982 egyesítve a szatmári egyházmegyével |  |
| Dászkál István ordinárius                                                    | 1983–1990                                                | 1948–1982 egyesítve a szatmári egyházmegyével |  |
| Tempfli József                                                               | 1990–2008                                                | |  |
| Böcskei László                                                               | 2008–                                                    | |  |